# صندوق الآغا خان للثقافة
صندوق الآغا خان للثقافة هو وكالة تابعة لـ شبكة الآغا خان للتنمية، وهي مجموعة من المؤسسات التي أنشأها آغا خان الرابع لتحسين رفاهية وآفاق الناس في العالم النامي، لا سيما في آسيا وأفريقيا. يركز على تنشيط المجتمعات في العالم الإسلامي مادياً واجتماعياً وثقافياً واقتصادياً. تأسس صندوق الآغا خان للثقافة في عام 1988 وهو مسجل في جنيف، سويسرا كمنظمة غير ربحية.

## البرامج
- جائزة الآغا خان للعمارة هي لجائزة المعمارية التي تعترف بالتميز المعماري في العالم الإسلامي.
- برنامج الآغا خان للمدن التاريخية (HCP) يدعم إعادة إحياء المواقع التاريخية في العالم الإسلامي.
- تقدم مبادرة الآغا خان للموسيقى (AKMI) الموارد المالية والمساعدة الفنية لدعم الحفاظ على الموسيقى المهنية التقاليد الشفوية والترويج لها في آسيا الوسطى ومناطق أخرى.
- برنامج الآغا خان للعمارة الإسلامية (AKPIA) هو مركز منح لتاريخ ونظرية وممارسة العمارة الإسلامية في جامعة هارفارد ومعهد ماساتشوستس للتكنولوجيا.
- آركنت هو موقع على شبكة الإنترنت حول الهندسة المعمارية، التصميم الحضري، التنمية الحضرية، والقضايا ذات الصلة في العالم الإسلامي، تم إنشاؤه بالتعاون مع معهد ماساتشوستس للتكنولوجيا.
- تشير المتاحف والمعارض إلى متحف ومشاريع المعار ، بما في ذلك متحف الآغا خان في تورنتو.[2] كما يعرض معارض القطع من مجموعته ويقدم خدمات الدعم للمتاحف، بما في ذلك متحف مالي الوطني.[3]

### الحفاظ على التاريخ
قامت الأمانة بترميم وإعادة تأهيل أكثر من 350 من المعالم الأثرية والمواقع التاريخية في جميع أنحاء العالم، وخاصة في جنوب آسيا. كما منحتها اليونسكو 13 جائزة تراثية للتميز في الترميم.
- استعادة مدينة لاهور المسورة بالتعاون مع حكومة البنجاب.[5]
- ترميم ضريح همايون ونوافير المياه 2007-2013.[6]
- ترميم حضانة ساندر، نيودلهي 2007-2019.[7] أنشأت حديقة تراثية بمساحة 90 فدانًا بها 15 معلمًا تاريخيًا وأكثر من 300 نوع من الأشجار، مما يجعلها أول المشتل في دلهي. تم تنفيذ هذا المشروع الذي استغرق 10 سنوات لإعادة حديقة القرن السادس عشر إلى مجدها السابق بالتعاون مع مؤسسة بلدية دلهي ودائرة الأشغال العامة المركزية والمسح الأثري للهند.[8][9][10]

- ترميم قبر عيسى خان 2011-2015
- ترميم مقابر قطب شاه في حيدر أباد بالتعاون مع تيلانجانا قسم الآثار والمتاحف بالولاية.[11]
- ترميم Sabz Burj [الإنجليزية]‏ القريب من ضريح همايون، 2019 حتى الآن
- ترميم جدار قلعة لاهور 2017-2019.[12]
- جائزة اليونسكو 2020 للتقدير الخاص للتنمية المستدامة.[13]
- جائزة اليونسكو 2020 للتميز.[13]
- ترميم السوق المركزي في مدينة حلب القديمة (حصل على المركز الدولي لدراسة صون وترميم الممتلكات الثقافية - جائزة الشارقة لأفضل الممارسات في الحفاظ على التراث الثقافي وإدارته في المنطقة العربية).[14]
- ترميم قبر عبد الرحيم خان-خانا مع مؤسسة إنتر جلوب والمسح الأثري للهند، 2014-2020.[15]